# Bikin
Bikin (russisch Бики́н) ist eine Stadt in der Region Chabarowsk (Russland) mit 16.240 Einwohnern (Stand 1. Oktober 2021).

## Geographie
Die Stadt liegt am Ostrand der Ussuriniederung, etwa 200 km südlich der Regionshauptstadt Chabarowsk am rechten Ufer des gleichnamigen Flusses Bikin, eines rechten Nebenflusses des Ussuri. Unmittelbar östlich der Stadt beginnen die bewaldeten Ausläufer des Sichote-Alin.
Die Stadt Bikin ist Verwaltungszentrum des gleichnamigen Rajons.

## Geschichte
Bikin entstand 1885 als Staniza der Ussuri-Kosaken unter dem Namen Bikinskaja. Seine Bedeutung wuchs mit dem Bau der Ussuri-Eisenbahn Chabarowsk – Wladiwostok 1894–97 (später Ostabschnitt der Transsibirischen Eisenbahn). 1926 erhielt der Ort den Status einer Siedlung städtischen Typs und 1938 Stadtrecht.

### Bevölkerungsentwicklung
| Jahr | Einwohner |
| ---- | --------- |
| 1939 | 15.094    |
| 1959 | 19.000    |
| 1970 | 17.473    |
| 1979 | 17.717    |
| 1989 | 19.129    |
| 2002 | 19.641    |
| 2010 | 17.154    |
| 2021 | 16.240    |

Anmerkung: Volkszählungsdaten

## Kultur und Sehenswürdigkeiten
In Bikin gibt es ein kleines Heimatmuseum, das sich v. a. der Geschichte des Ortes und den Lebensumständen der ersten Siedler widmet. Von Zeit zu Zeit finden hier auch Ausstellungen von Künstlern der Region statt.

## Wirtschaft und Infrastruktur
Hauptwirtschaftszweig ist die holzverarbeitende Industrie, daneben gibt es Betriebe der Leicht- und Lebensmittelindustrie. In der Umgebung wird Landwirtschaft betrieben (Gemüse, technische Kulturen, Rinder).
Bikin liegt an der Transsibirischen Eisenbahn (Streckenkilometer 8756 ab Moskau) sowie an der Fernstraße M60 „Ussuri“ Chabarowsk – Wladiwostok.